# Chris Miller (animateur)
Pour les articles homonymes, voir Chris Miller et Miller.

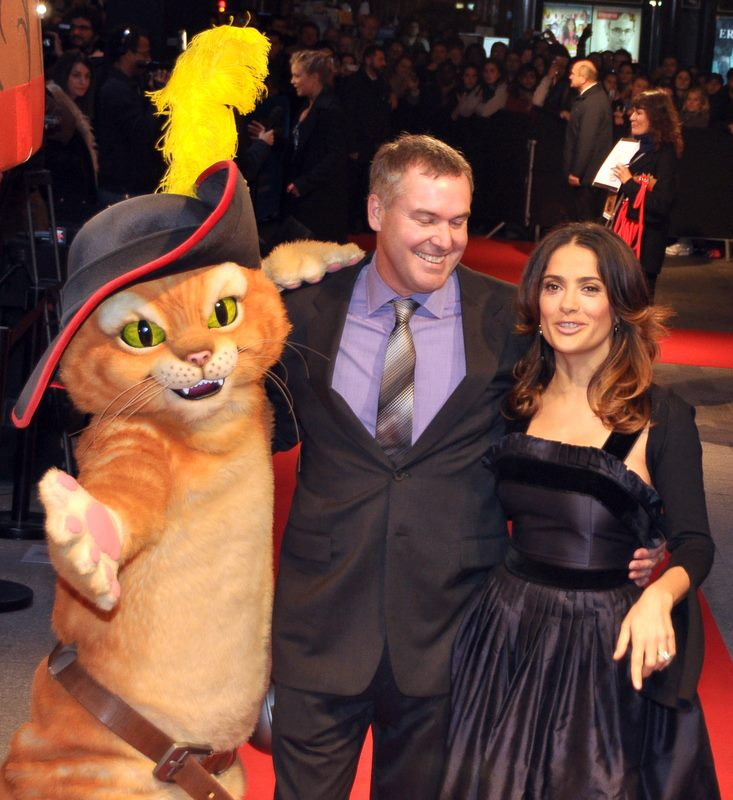
Chris Miller avec Salma Hayek en novembre 2011 lors de l'avant-première parisienne du film Le Chat potté.

Christopher « Chris » Miller est un animateur, réalisateur, acteur, scénariste et producteur américain né en 1968.
Il est surtout connu pour avoir coréalisé Shrek le troisième (2007) avec Raman Hui, et réalisé Le Chat potté (2011), spin-off de la saga Shrek.

## Filmographie

### Réalisateur
- 2007 : Shrek le troisième (Shrek the Third), coréalisé avec Raman Hui
- 2011 : Le Chat potté (Puss in Boots)
- 2025 : Les Schtroumpfs, le film (Smurfs)

### Acteur
- 2001 : Shrek d'Andrew Adamson et Vicky Jenson : le miroir magique et Geppetto (voix)
- 2003 : Sinbad : La Légende des sept mers (Sinbad: Legend of the Seven Seas) de Tim Johnson et Patrick Gilmore : le garde de la tour (voix)
- 2004 : Shrek 2 d'Andrew Adamson, Kelly Asbury et Conrad Vernon : le miroir magique (voix)
- 2005 : Madagascsar d'Eric Darnell et Tom McGrath : Kowalski, le pingouin (voix)
- 2007 : Shrek le troisième (Shrek the Third) de lui-même et Raman Hui : le miroir magique (voix)
- 2008 : Madagascar 2 (Madagascar: Escape 2 Africa) d'Eric Darnell et Tom McGrath : Kowalski, le pingouin (voix)
- 2009 : Monstres contre Aliens (Monsters vs. Aliens) de Conrad Vernon : le conseiller Cole (voix)
- 2012 : Madagascar 3 : Bons Baisers d'Europe (Madagascar 3: Europe's Most Wanted) d'Eric Darnell, Tom McGrath et Conrad Vernon : Kowalski, le pingouin (voix)
- 2013 : Turbo de David Soren : le conducteur du bus touristique (voix)
- 2015 : Les Pingouins de Madagascar (Penguins of Madagascar) d'Eric Darnell et Simon J. Smith : Kowalski, le pingouin (voix)